# فاغرة بنامية
فاغرة بنامية (الاسم العلمي: Zanthoxylum panamense) هي نوع من النباتات يتبع جنس الفاغرة من الفصيلة السذابية.